# لاب ایموالد
لاب ایموالد (به آلمانی: Laab im Walde) یک منطقهٔ مسکونی در اتریش است که در ناحیه مودلینگ واقع شده‌است. لاب ایموالد ۱٬۱۴۴ نفر جمعیت دارد.